# Franciszek Smuglewicz
Franciszek Smuglewicz sau Pranciškus Smuglevičius, (6 octombrie 1745- 18 septembrie 1807) a fost un  desenator tehnic și pictor de origine polonezo-lituaniană. Smuglewicz este considerat un precursor al artei lituaniene în era modernă . Fratele său se numea Antoni Smuglewicz.

## Viața și opera
Franciszek Smuglewicz s-a născut în Varșovia într-o familie polonezo-lituaniană. Tatăl sau, Lukasz Smuglewicz, de asemenea și el pictor, se mutase în Varșovia din Regiunea lituaniană din Samogitia. În 1763, Franciszek a plecat la Roma, unde a început studiul artelor fine sub tutela lui Anton von Maron. A locuit în Roma până la vârstă de 21 de ani, unde a îmbrățișat stilul Neo-Clasic de a picta. 
În 1765 a primit o Bursă Regală din partea Regelui Poloniei și a Marelui Duce al Lituaniei, Stanisław August Poniatowski, fiind admis la Academia Saint Lucas. Ca și coleg al lui Vincenzo Brenna, a participat la catalogarea artefactelor de la Domus Aurea. În 1784 s-a întors la Varșovia, unde și-a fondat propria școală de arte fine, una dintre școlile predecesoare ale Academiei de Arte Frumoase. 
Clasicist, dar sub o influență puternică a barocului polonez, Smuglewicz a devenit un reprezentant de marca al istoriei picturii, un gen care a dominat artele fine din Polonia în timpul secolului al XIX-lea. În jurul anului 1790, a început să lucreze la o serie de schițe și litografii, inspirat de istoria națiunii poloneze a lui Adam Naruszewicz. Chiar dacă nu a reușit niciodată să finalizeze schițele, seria i-a adus foarte mult popularitate. 
În 1797 s-a mutat la Vilnius, unde a devenit fondatorul și primul decan al Institutului de Schiță și Pictură la Academia din Vilnius. Ca tutor al generației de pictori polonezo-lituanieni, Smuglewicz s-a dedicat tablourilor istorice în ultimii ani ai vieții sale. A dat Lituaniei idei clasice și perspective ale clasicismului cult. A pictat teme din viață de zi cu zi și arhitectură orașului Vilnius într-o manieră realistică. Muncă să a ajutat la reconstruirea neîntreruptă a Palatului Regal al Lituaniei din Vilnius. 
Printre lucrările notabile care au supraviețuit perioadei se numără “Întâlnirea de 4 ani a Parlamenului” (1793) și “Kościuszko's Oath” la Piață Veche a orașului Kraków, “Țărani lituanieni”, “Eliberând țăranii din Serfdom în Merkine”. Printre lucrările sale din perioada respectivă se regăsesc expuneri ale pereților orașului și ale porților care au fost dărâmate în timpul secolului 19. 
A fost îngropat în Vilnius la Comitirul Rasos (Poloneză: Cmentarz na Rossie), chiar dacă încă nu se știe cu exactitate locul.

## Galerie

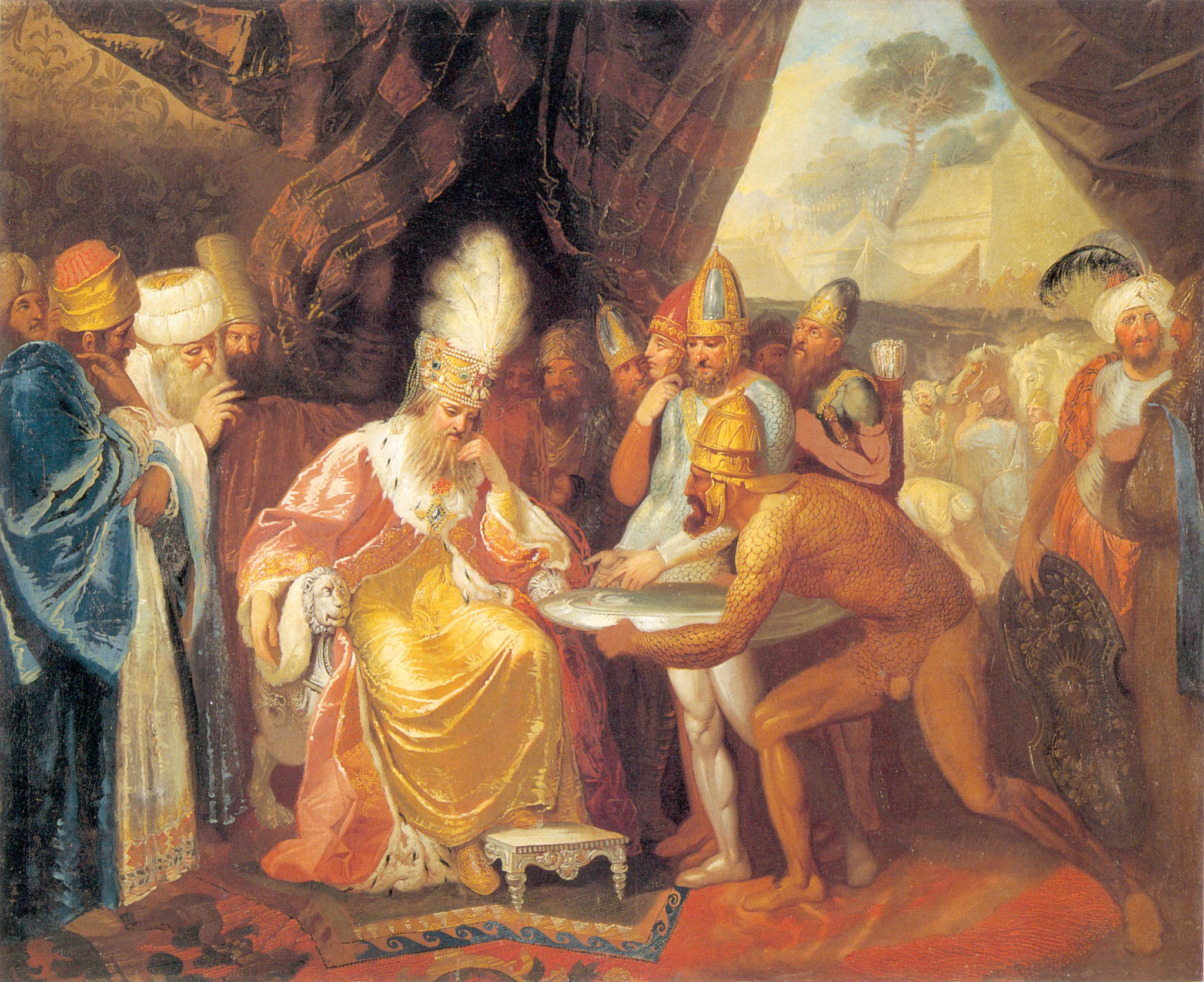
Sciții întâlnindu-se cu Darius, 1785
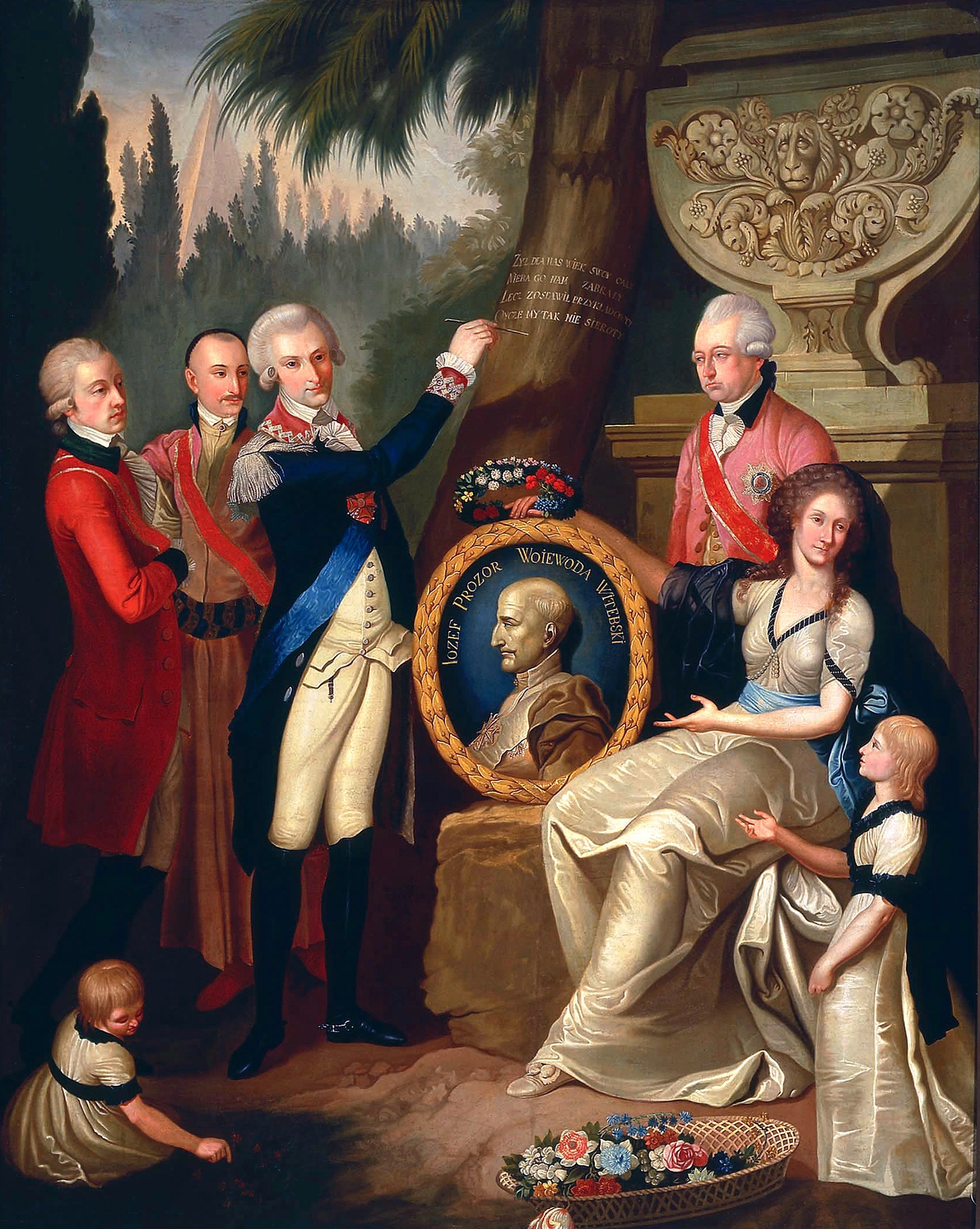
Portretul familiei Prozor, 1789, Muzeul Național din Varşovia
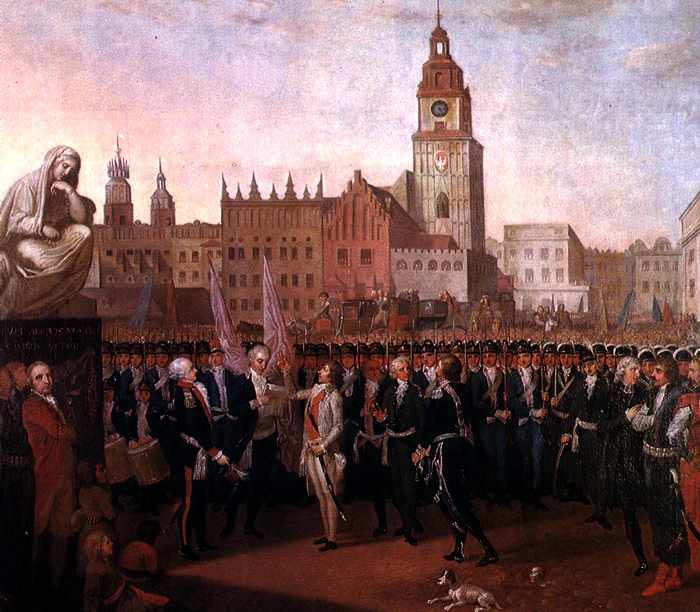
"Tadeusz Kościuszko depunând jurământ", 1797